# 沃林 (南达科他州)
沃林（英語：Volin），是美国南达科他州下属的一座城市。根据2010年美国人口普查，该市有人口162人。论人口在本州排行第195。